# Karhu
Karhu (finnisch: Bär) ist der Name eines finnischen Sportartikelherstellers. Eigentümer ist seit 2008 die Karhu Holding B. V.

Logo der Firma Karhu

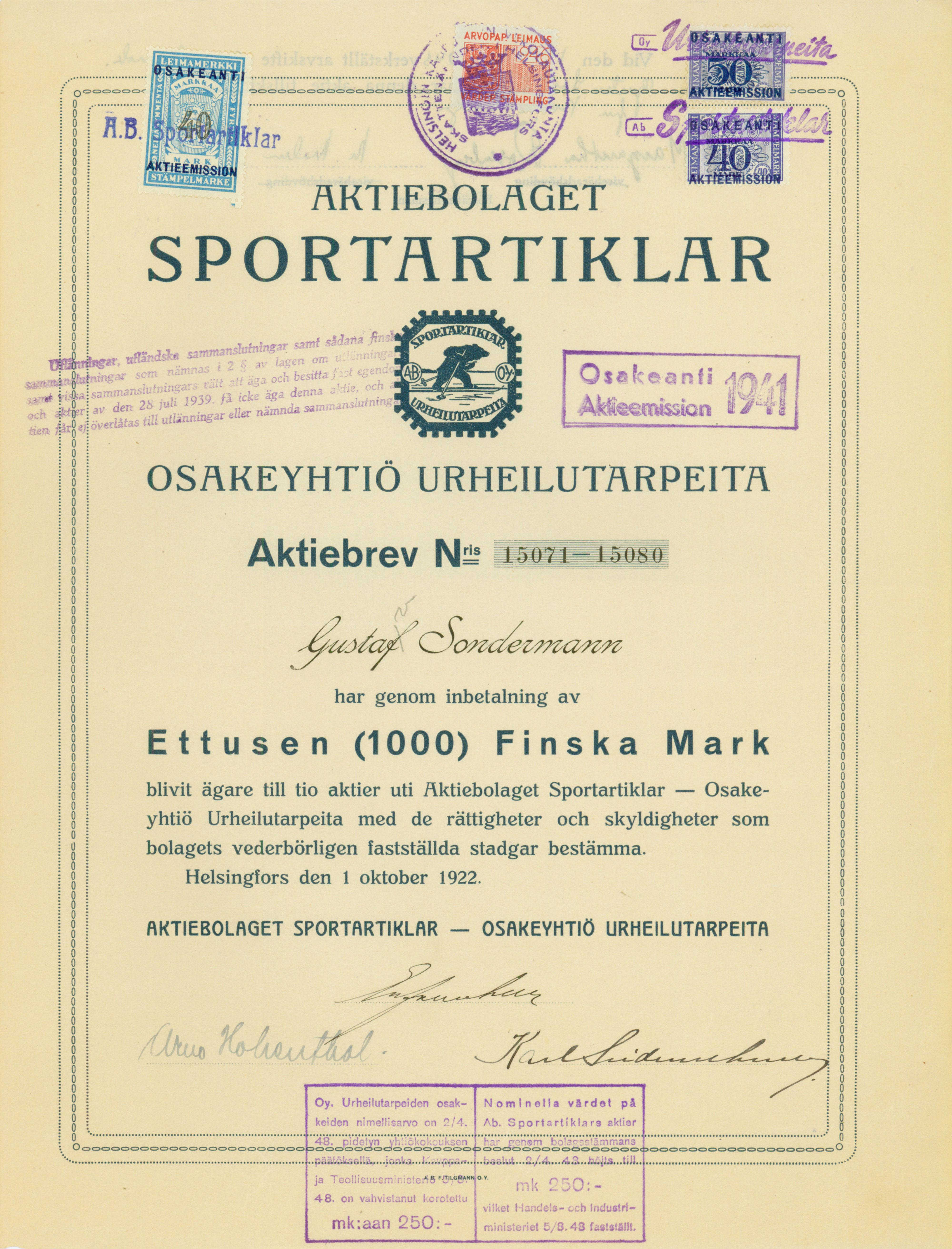
Aktie der AB Sportartiklar Oy vom 1. Oktober 1922 über 1000 finnische Mark

## Geschichte
Das Unternehmen wurde 1916 unter dem Namen Ab Sportartiklar Oy gegründet. In den 1920er Jahren wurde der Name in Karhu geändert. Produziert wurde zu dieser Zeit in Porvoo und in Helsinki, hauptsächlich Diskusse und Speere, aber auch Laufschuhe. Zu den mit Produkten des Unternehmens antretenden Sportlern gehörte Olympiasieger Jonni Myyrä aus dem flying finns genannten Speerwurfteam, welches bei den Olympischen Spielen 1920 die ersten vier Plätze belegte.
In den 1930er Jahren wurde die Produktpalette umgestellt und erweitert. Auch Paavo Nurmi gehörte nun zu den von Karhu ausgestatteten Sportlern.
Während des Zweiten Weltkriegs produzierte Karhu Uniformen, Zelte, Ski und Schuhe für die finnische Armee. Nach dem Krieg wurden wieder Sportartikel hergestellt. Bei den Olympischen Spielen 1952 war Karhu einer der bedeutendsten Sportschuhhersteller. Die typischen drei Streifen, die die Produkte schmückten, wurden als Marke an Adidas verkauft, nach Firmenangaben für rund 1600 Euro und zwei Flaschen Whiskey. Die Laufschuhe von Karhu werden fortan mit einem M, dem Anfangsbuchstaben der Designer Mäntylä, versehen.
Ab 1965 wird Nylon für die Schuhe verwendet. In den 1970er Jahren wird das Air cushion-System eingeführt. Von dem Champion shoe werden über 1.000.000 Paar verkauft. In den 1980er Jahren entwickelte Karhu das Fulcrum-System für seine Laufschuhe.
In den 1990er Jahren wurde die Outdoor-Sparte Merrell verkauft. Im Jahr 2008 wurde das Unternehmen durch eine Investorengruppe übernommen. Im Jahr 2009 gewann der Karhu strong fulcrum ride-Schuh den Runner’s World Best debut award.

## Bekannte Sportler
Zu den mit Produkten des Unternehmens erfolgreichen Sportlern zählen Jonni Myyrä, Urho Peltonen, Pekka Johansson, Julius Saaristo, Paavo Nurmi, Olavi Suomalainen, Harri Kirvesniemi und Marja-Liisa Kirvesniemi sowie Normann Stadler.